# Difendete la città
Difendete la città (The Sellout) è un film del 1952 diretto da Gerald Mayer.

## Trama
Haven D. Allridge, il direttore del giornale di una grande città, si reca in visita alla figlia ed al genero che fa il procuratore distrettuale in un paese vicino chiamato Bridgewood. Sulla via del ritorno, a sera tarda, viene inseguito dall'auto dello sceriffo e arrestato perché non ha con sé la patente. Condotto nel carcere di Bridgewood deve subire le angherie degli altri detenuti e si accorge della gestione criminale alla quale lo sceriffo ed il giudice del paese costringono i cittadini della contea per i loro bassi interessi economici. Uscito di prigione l'uomo inizia una crociata giornalistica contro lo sceriffo Burke ed i suoi complici. Dopo aver acquisito un certo numero di denunce da parte dei cittadini di Bridgewood e avere interessato la Procura generale di Stato, Allridge scompare, ma avvisa il giornale e la figlia che è in trasferta per motivi di lavoro. Nel frattempo la Procura di Stato manda a Bridgewood un suo avvocato, Chick Johnson, ad indagare. L'uomo si accorge che la città è terrorizzata e che tutti i testimoni ritrattano le loro accuse. Nel frattempo Allridge ricompare, ma non sembra voglia più proseguire la sua crociata contro la corruzione del paese, ed anzi comunica alla figlia che è sua intenzione trasferirsi a Detroit per dirigere un giornale. Le indagini di Johnson intanto portano la banda dello sceriffo davanti al giudice che dovrà decidere se rinviarli a giudizio. L'abilità dell'avvocato Johnson nel dibattimento, malgrado la reticenza di quasi tutti i testimoni e dello stesso Allridge, fa emergere la verità.
L'onesto Allridge è stato ricattato e ha rinunciato a proseguire la sua crociata giornalistica per salvare il genero procuratore distrettuale che era in combutta con lo sceriffo. Il genero, pentito, insiste perché Allridge dica la verità davanti al giudice e questi rinvia a giudizio l'intera banda dello sceriffo.

## Incassi
Il film incassò $ 434.000 negli Stati Uniti e Canada e $ 211.000 nel resto del mondo, con una perdita di $ 227.000.
Fonte The Eddie Mannix Ledger, Los Angeles. Margaret Herrick Library, Center for Motion Picture Study.